# شهرستان پیشمینسکی
شهرستان پیشمینسکی (به لاتین: Pyshminsky District) یک شهرستان در روسیه است که در استان سوردلوفسک واقع شده‌است.